# Dánae recibiendo la lluvia de oro (Tiziano)
Dánae recibiendo la lluvia de oro es una composición pictórica creada en el siglo XVI por Tiziano, y cuya versión de mayor calidad se expone en el Museo del Prado. 

## Descripción
La pintura del Prado es una versión tardía, de hacia 1565, de un tema repetidamente tratado por Tiziano y su taller. Hasta fecha reciente se sobreentendía que este cuadro fue el que Felipe II encargó como pareja de otro igualmente conservado en el Prado: Venus y Adonis. Nuevas investigaciones han desvelado que esta Dánae no perteneció a Felipe II sino que fue adquirida por Velázquez en Italia hacia el año 1630. La Dánae de Felipe II es otra que salió de la colección real española al ser sustraída por José Bonaparte. Ahora se conserva en Londres (en Apsley House, pero no en el museo público sino en la colección privada de los Duques de Wellington).

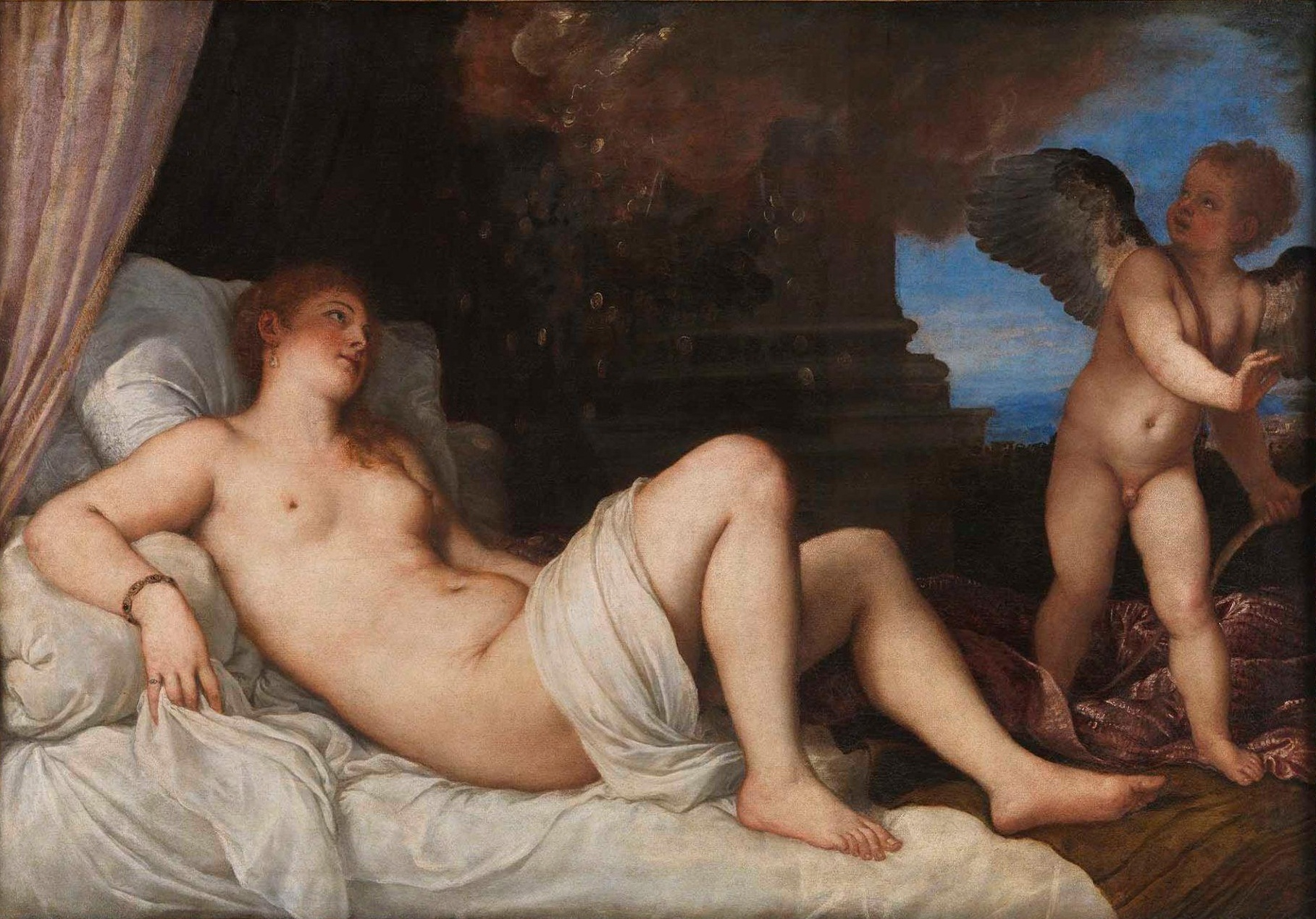
Versión del Museo de Capodimonte, Nápoles, pintada hacia 1544-46.

Con el nombre de «Poesías», denominó Tiziano a un grupo de seis cuadros, destinados a Felipe II, entonces aún príncipe, de los que los dos primeros fueron Dánae recibiendo la lluvia de oro (versión de Londres) y Venus y Adonis (versión del Prado). Ambos diseños ya habían sido plasmados por Tiziano en otros cuadros, y posteriormente surgieron de su taller varias versiones más. Los otros lienzos de la serie para Felipe II fueron El rapto de Europa (Isabella Stewart Gardner Museum, Boston), Diana y Acteón y Diana y Calisto (ambos vendidos recientemente por el duque de Sutherland a la Galería Nacional de Escocia y a la National Gallery de Londres) y Andrómeda y Perseo (Colección Wallace, Londres). En una ocasión excepcional y difícilmente repetible, en 2020-2021 las seis pinturas se reunieron en una exposición que pasó por tres sedes: National Gallery de Londres, Museo del Prado de Madrid e Isabella Stewart Gardner Museum de Boston; la muestra del Prado se complementó con más obras de diversos maestros .
Tiziano escribió al rey en 1553 a raíz del envío de la obra de Venus y Adonis en estos términos:

... y, porque en la Dánae que ya envié a Vuestra Majestad se veía la parte delantera, he querido en esta otra poesía variar y hacerla mostrar la contraria parte para que resulte la habitación en la que han de estar más graciosa a la vista.

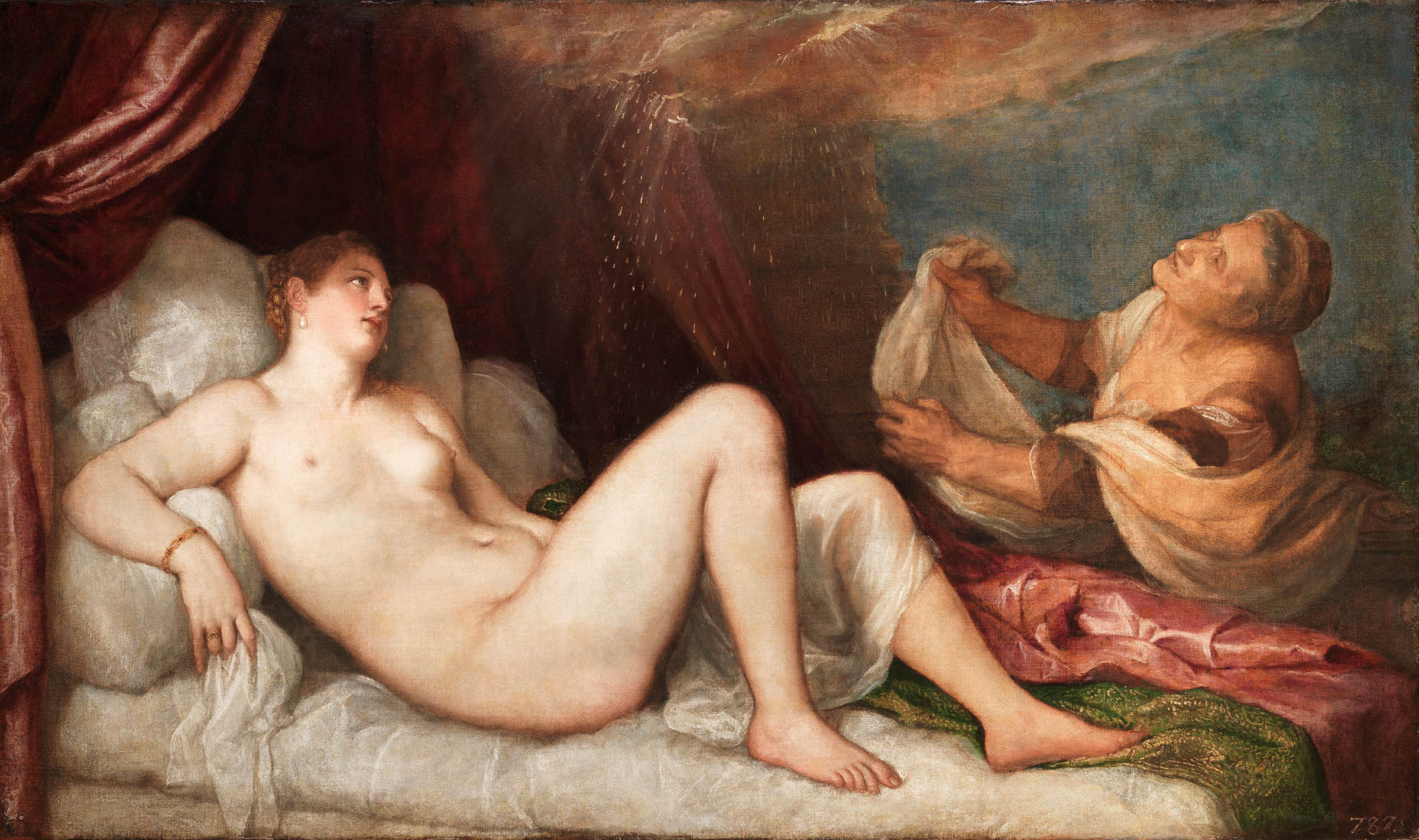
Versión pintada para Felipe II en 1553; ahora propiedad de los duques de Wellington y conservada en su residencia particular en Apsley House, Londres.

Tiziano solía repetir los temas que más éxito tenían. Esta Dánae recibiendo la lluvia de oro es al menos la tercera versión autógrafa de un diseño que Tiziano plasmó primero (hacia 1544-46) en un cuadro conservado en el Museo de Capodimonte de Nápoles, y después en la versión para Felipe II (1553) ahora perteneciente a los Duques de Wellington. Existen diferencias notables entre los tres cuadros, tanto en sus figuras y elementos como en el tipo de pincelada. La versión del Prado es la más tardía, y varios documentos prueban que no pudo ser la perteneciente a Felipe II. Velázquez hubo de comprarla en Génova, durante su primer viaje a Italia (1629-31), y consta que al regresar a Madrid se la vendió a Felipe IV. Posiblemente fue el pintor sevillano quien decidió emparejar en el Alcázar de Madrid el cuadro de Venus y Adonis con la versión de Dánae que él había aportado, y la de Felipe II, peor conservada, se trasladó al Palacio del Buen Retiro. De allí hubo de sustraerla José Bonaparte. Aunque su formato actual difiere del original, por habérsele eliminado un tercio de altura arriba, no hay duda en que la versión Wellington es la que perteneció a Felipe II pues en los ángulos inferiores conserva dos números que se corresponden con referencias de inventarios redactados en el Buen Retiro y en la Academia de San Fernando.
El tema pintado representa el mito de Dánae, quien había sido encerrada por su padre, el rey de Argos, en el momento de ser tomada por Zeus en forma de lluvia de oro. La figura central está recostada sobre la cama, con las piernas dobladas. A su derecha hay un perro pequeño, que se reputa un atributo de la cortesana. En la parte derecha hay una criada cuya espalda oscura contrasta con la blancura de Dánae; del mismo modo, hay una oposición clara entre su rostro envejecido y la juventud de la princesa de Argos. Esta sirvienta está recogiendo con un delantal las pepitas de oro que caen en forma de lluvia dorada, desde las nubes tormentosas que dominan el centro de la parte superior.
Estas figuras se sitúan en un espacio indefinido, ni exterior ni interior; se ven las cortinas y las nubes al fondo.
En esta obra se percibe la influencia de Giorgione en la posición del desnudo, pero la pincelada es mucho más suelta, casi impresionista, lo cual sintoniza con la evolución de Velázquez y ayuda a explicar que eligiese el cuadro para llevárselo al rey.